# San Vitero
San Vitero – gmina w Hiszpanii, w prowincji Zamora, w Kastylii i León, o powierzchni 64,23 km². W 2011 roku gmina liczyła 618 mieszkańców.